# Fort de San Lorenzo
El Fort de Sant Lorenzo, localitzat a l'entrada del riu Chagres a la província de Colón, Panamà. Va ser declarat per la UNESCO com a Patrimoni de la Humanitat l'any 1980 sota la denominació de les Fortificacions de la costa caribenya del Panamà, amb les fortificacions de la ciutat de Portobelo formaven el sistema defensiu per al comerç transatlàntic de la Corona d'Espanya i constitueixen un magnífic exemple de l'arquitectura militar dels segles XVII i XVIII